# Військовий авіаційний завод № 2
АТ Військовий авіаційний завод № 2 (пол. Wojskowe Zakłady Lotnicze Nr 2 S.A. w Bydgoszczy) — польське ремонтне підприємство для авіаційної промисловості, що існує з 1945 року, а під сучасною назвою з 1983 року.

## Історія
Аеропорт Бидгощ, де зараз знаходиться WZL No. 2 S.A., був повернутий Польщі у 1920 році згідно з Версальським договором. Історія авіазаводів у Бидгощі почалася в 1945 році, коли разом з фронтом до міста прибуло 817 пересувних польових майстерень, які в 1946 році отримали назву 3. Авіаційні майстерні, а ще через кілька місяців отримали назву Авіаційні майстерні No1. Спочатку в майстернях займалися ремонтом планера, а також капітальним ремонтом і ремонтом авіаційних двигунів. На заводі працювали По-2, Як-9, Іл-2, Іл-10, Ту-2, Пе-2, Лі-2.
У 1957 році серед оновлених машин з'явилися перші реактивні літаки. Назву заводу знову змінили на Lotnicze Zakłady Remontowe No 2. Серед капітально відремонтованих і доопрацьованих літаків були машини типу МіГ-15, Лі-2, МіГ-17 та їх розробні версії. У 1980-х роках розпочався ремонт польського навчального літака ТС-11 Іскра. На його піку працювало 100 літаків на рік. Через високий попит на нових льотчиків заводи були перебудовані у великій кількості, винищувачі «Лім-1», а потім і винищувачі «Лім-2», виведені з лінійних частин, у двійні командири. У 1982 році завод отримав назву, яка діє донині, а в 1989 році почався ремонт Су-22. Також у Бидгощі відремонтували та модернізували колишні німецькі літаки МіГ-29, які Польща придбала у 2004 році. Для експлуатації цих надзвукових літаків були потрібні нові прилади та апарати управління, підготовка нових службових і цехових ділянок та внесення організаційних змін, запуск виробництва нового асортименту та навчання персоналу.
У 2008 році Міноборони здійснило комерціалізацію заводів, які отримали назву WZL No2 S.A. Окрім обслуговування та ремонту машин ВПС Польщі, завод може також ремонтувати цивільні літаки PZL-101 Gawron, PZL-110 Koliber та PZL-104 Wilga. Завод також ремонтував літаки інших країн, такі як МіГ-15 і МіГ-17 із Сирії, Єгипту та Східної Німеччини, Су-22 із Західної Німеччини та індійських Іскри.
У 2016 році на ділянці ВЗЛ №2 введено в експлуатацію новий ангар площею 7,8 тис. кв. м, що дозволило обслуговувати великі транспортні та пасажирські літаки. Ця інвестиція пов’язана з довгостроковим контрактом на оперативну підтримку п’яти транспортних літаків C-130E Hercules, які дислокуються в Повідзі. Будуваний об’єкт розділили на дві частини: експлуатаційну (для C-130), запущену в січні 2016 року, і фарбувальну, відкриту з квітня 2016 року, в якій, крім «Геркулеса», навіть пасажирські літаки розміром Boeing 767-300 (до того часу найбільшим літаком, який фарбували на заводі, був Saab 350). Вартість будівництва ангара становила 60 млн. злотих. Об’єкт був удостоєний двох відзнак, у тому числі звання «Створення медалі в Померанії та Куявах».
У період з травня по листопад 2018 року зведено ще один ангар (склад і гараж) площею майже 4,4 тис. кв. м, де буде зберігатися обладнання аеропорту, призначене для автомобілів аеропорту та пожежних команд, а також буксири та силове обладнання. Об'єкт поділений на кілька секторів, в т.ч. склад і гараж з мийкою для транспортного парку.
30 жовтня 2019 року було оголошено повідомлення про захоплення WZL № 2 існуючого військового авіаційного заводу № 4 у Варшаві. Вартість придбаної компанії оцінювалася в 117,5 млн. злотих, а вартість заводу в Бидгощі – в 240,5 млн. злотих.

## Виробнича діяльність
WZL Nr 2 S.A. мають сучасне та високоспеціалізоване механічне відділення, яке систематично модернізується. На заводі є піч для переробки алюмінієвих сплавів і піч для загартування у вакуумі та інертних газах. Діяльність включає гравірування, токарні роботи, фрезерування, зварювання, шліфування, гідроструйне різання та роботи з листовим металом. Це дозволяє заводу бути виробником запчастин для літаків, а також ангарного та аеропортового обладнання. Завод також має власний науково-дослідний відділ, який займається розробкою та впровадженням нових технологій та електронних систем.

## Цивільний напрям
Заводи займаються обслуговуванням ангарів і лінійним обслуговуванням Cirrus SR20 і SR22, Cessna 150, 152, 172 і 182, Piper PA-34-200 Seneca, PA-34-220T, PZL-104 Wilga 35 і 80, PZL-110 Koliber Колібер 150 і Антонов Ан-2. У них працює єдиний сервісний центр, авторизований виробником Cirrus. Сервісний центр оснащений рядом діагностичних приладів для літаків Cirrus, завдяки яким можна виконувати багато спеціалізованих послуг та тестів. Сервіс забезпечує 50-годинне, 100-годинне та річне обслуговування, а також інші ремонтні роботи за погодженням з виробником та Управлінням цивільної авіації. Протягом останніх років послуги для цивільного сектора принесли менше 10% доходів підприємства. Завод інвестує в процес кваліфікації та атестації персоналу.

## Галерея

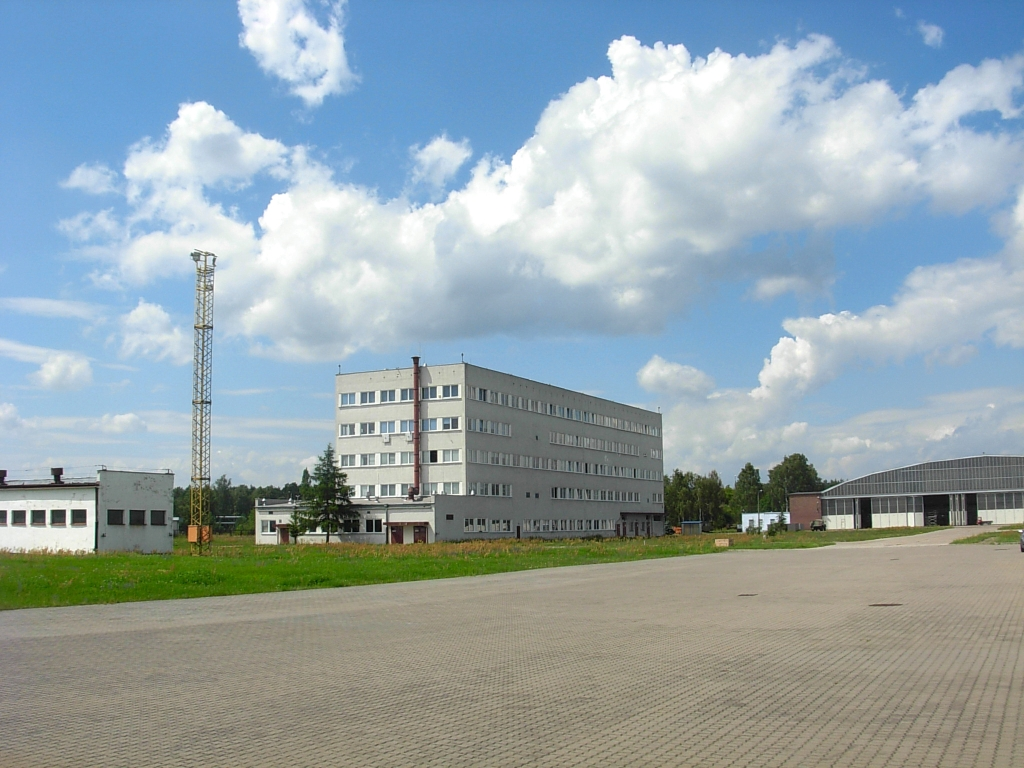
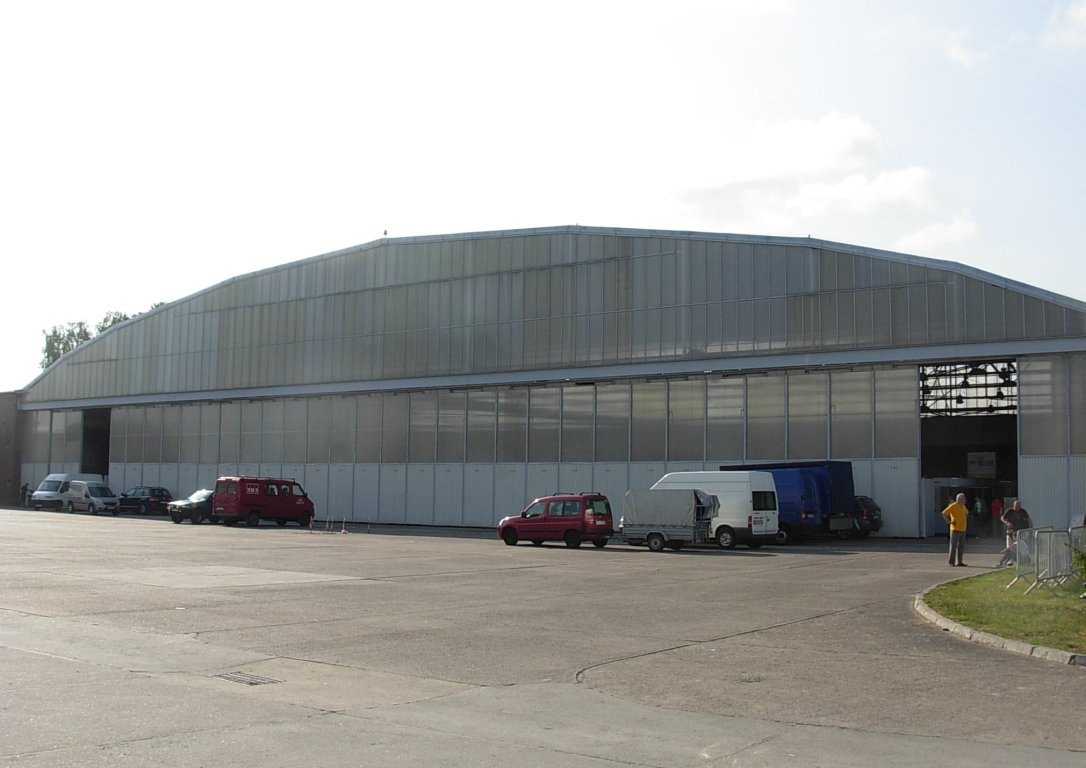
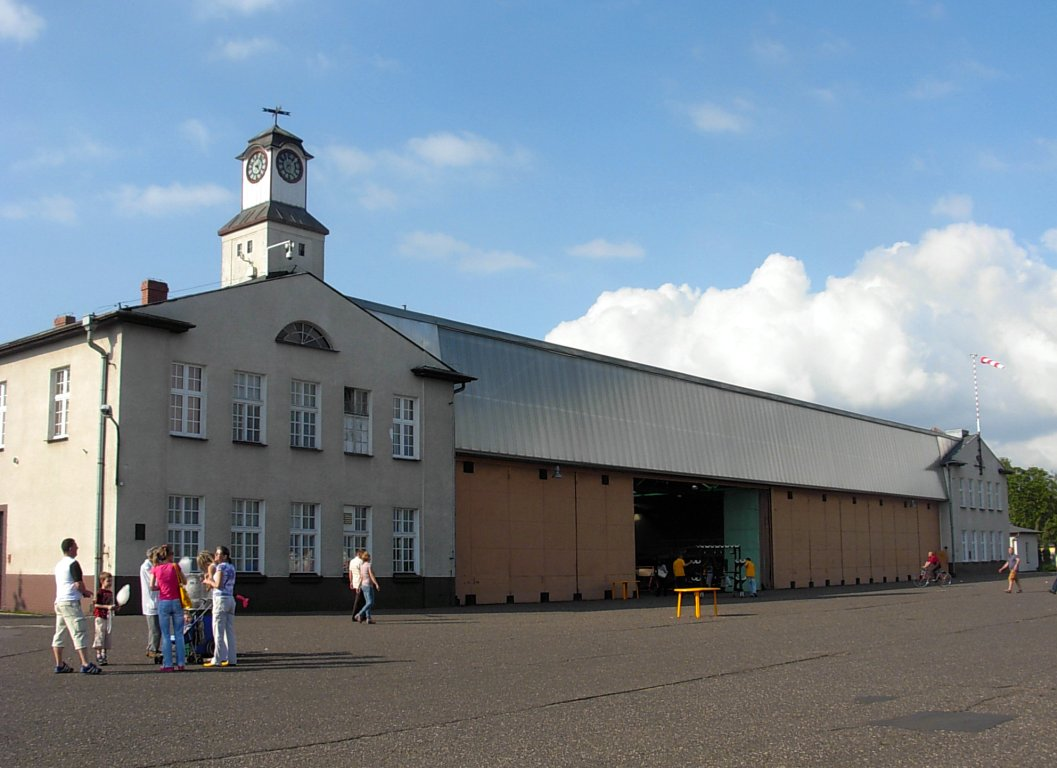
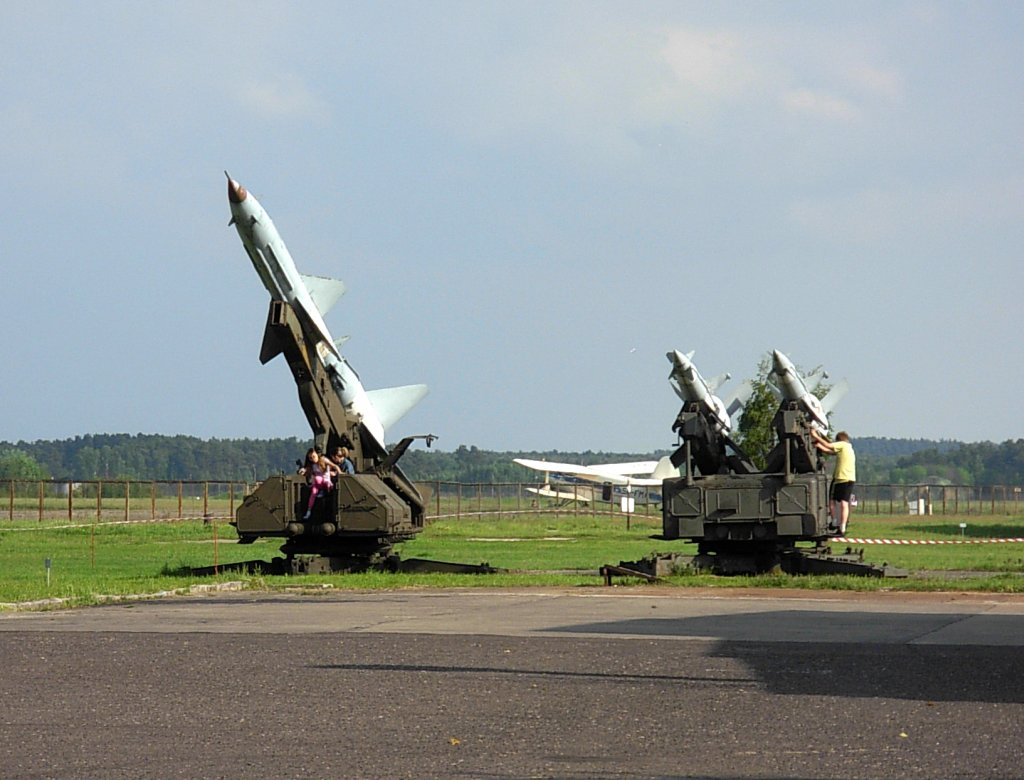